# Lorraine Feather
Lorraine Feather (nacida Billie Jane Lee Lorraine Feather; 10 de septiembre de 1948) es una cantante y compositora estadounidense.

## Infancia

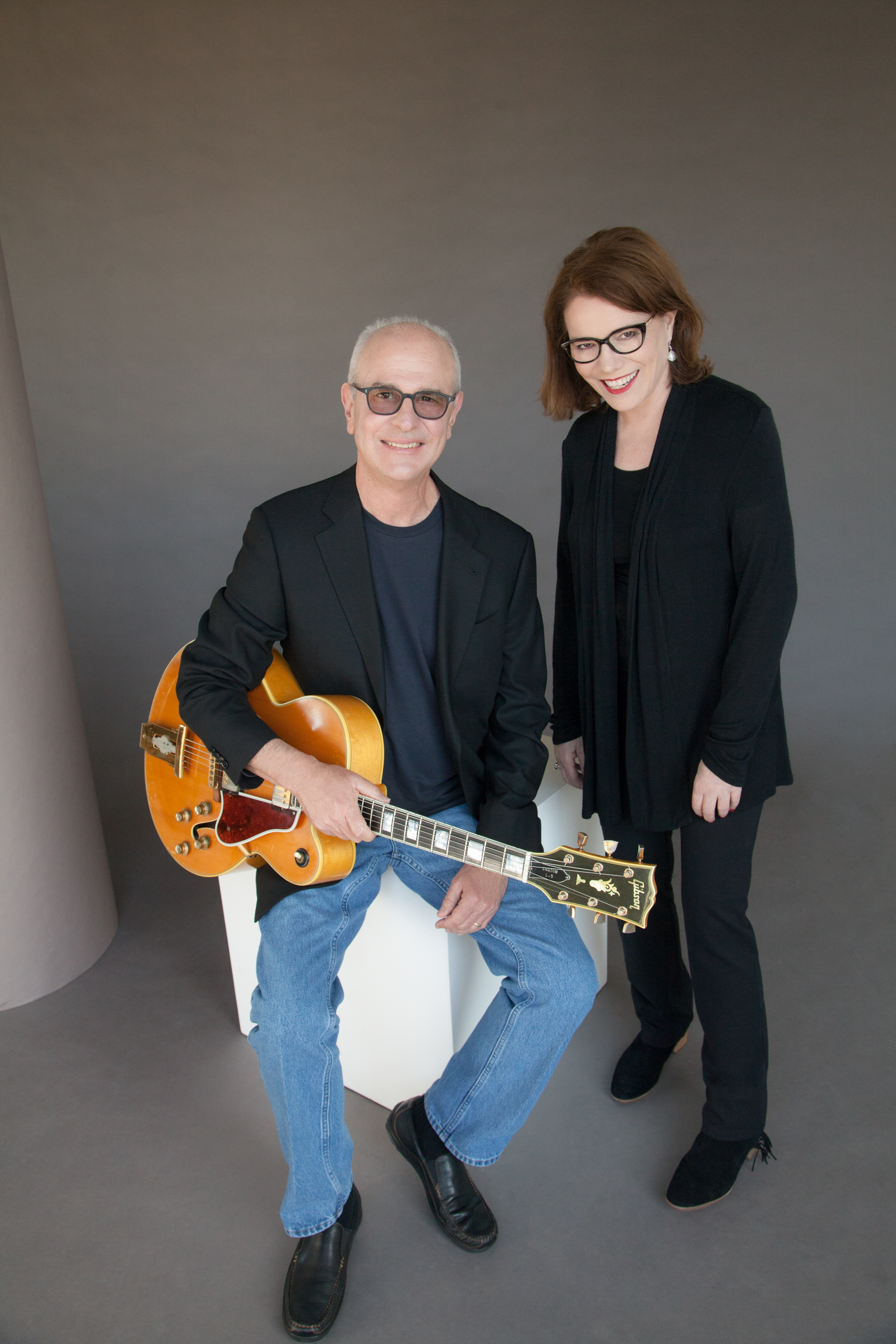
Eddie Arkin y Lorraine Feather

Nació en Manhattan, hija de Leonard Feather, compositor y crítico de jazz y de su mujer, Jane, antigua cantante de big band. Sus padres la llamaron Billie Jane Lee Lorraine por su madrina Billie Holiday, por su madre (Jane), la amiga de Jane, la cantante Peggy Lee y por la canción "Dulce Lorraine".

## Carrera
Empezó a trabajar en televisión como compositora de letras de canciones, en 1992 y ha recibido siete nominaciones a los Emmy. Sus letras para niños incluyen la serie Dinosaurios de Disney en ABC y las películas de MGM, Babes In Toyland y An All Dogs Christmas; Feather y el compositor Mark Watters escribieron los temas para los shows de TV, All Dogs Go to Heaven y The Lionhearts; también crearon la pieza “Faster, Higher, Stronger” para Jessye Norman, para cantarla en las ceremonias de inauguración de los Juegos Olímpicos de 1996. 
Sus canciones han sido interpretadas por artistas como Phyllis Hyman, Kenny Rankin, Patti Austin, Diane Schuur y Cleo Laine. Algunos de sus propios CD han presentado letras contemporáneas para piezas instrumentales escritas por Duke Ellington, Fats Waller y otros compositores pre-bop. Sus propios discos han recibido buenas críticas en las revistas musicales como Down Beat que ha calificado su trabajo como “deliciously savvy” y Jazz Times que se refiere a ella como “a lyrical Dorothy Parker”.
Fue encargada de escribir las letras para una producción musical de la obra de Tom Wolfe, La Hoguera de las Vanidades (musicada por la compositora neo-clásica Stefania de Kenessey). 
Ha publicado álbumes desde 1979 en que comenzó con el trío vocal Full Swing. Los álbumes que ha hecho desde 2001 han recibido mayor acogida radiofónica y de la mayoría de la prensa. Dos de estos álbumes estaban dedicados a temas de Fats Waller y Duke Ellington con la adición de sus letras. Más recientemente, sus CD han presentado composiciones originales escritas con compositores de jazz como Eddie Arkin, Shelly Berg y Russell Ferrante. La publicación del álbum, Ages, de 2010 recibió una nominación al Grammy para Mejor Álbum de Jazz Vocal y en 2012 Tales of the Unusual, fue nominado para Best Instrumental Arrangement Accompanying Vocalist(s) por el tema "Out There", arreglado por Shelly Berg.

## Vida personal
Su marido es Tony Morales, antiguo batería de artistas como The Rippingtons, David Benoit y Rickie Lee Jones. En 2007 se trasladaron a las Islas de San Juan en el Estado de Washington. 

## Discografía
| Año  | Álbum                                                     | Sello             |
| ---- | --------------------------------------------------------- | ----------------- |
| 1979 | Sweet Lorraine                                            | Concord Jazz      |
| 1997 | The Body Remembers                                        | Bean Bag          |
| 2001 | New York City Drag                                        | Rhombus Records   |
| 2003 | Cafe Society                                              | Sanctuary Records |
| 2004 | Such Sweet Thunder: Music of the Duke Ellington Orchestra | Sanctuary Records |
| 2005 | Dooji Wooji                                               | Sanctuary Records |
| 2008 | Language                                                  | Jazzed Media      |
| 2010 | Ages                                                      | Jazzed Media      |
| 2012 | Tales of the Unusual                                      | Jazzed Media      |
| 2012 | Fourteen                                                  | Relarion Records  |
| 2013 | Attachments                                               | [ 5 ]             |
| 2015 | Flirting with Disaster                                    | Jazzed Media      |